# Outwell
Outwell är en ort och civil parish i Storbritannien.   Den ligger i grevskapet Norfolk och riksdelen England, i den sydöstra delen av landet, 120 km norr om huvudstaden London. Outwell ligger 4 meter över havet och antalet invånare är 3 320.
Terrängen runt Outwell är mycket platt. Runt Outwell är det ganska tätbefolkat, med 90 invånare per kvadratkilometer. Närmaste större samhälle är Wisbech, 8,0 km nordväst om Outwell. Trakten runt Outwell består till största delen av jordbruksmark.